# Epione aurantiaca
Epione aurantiaca là một loài bướm đêm trong họ Geometridae.